# Guanmenshan Shuiku (reservoar i Kina, Chongqing)
Guanmenshan Shuiku (kinesiska: 关门山水库) är en reservoar i Kina. Den ligger i storstadsområdet Chongqing, i den sydvästra delen av landet, omkring 85 kilometer väster om det centrala stadsdistriktet Yuzhong. Guanmenshan Shuiku ligger 358 meter över havet. Arean är 0,25 kvadratkilometer. Omgivningarna runt Guanmenshan Shuiku är en mosaik av jordbruksmark och naturlig växtlighet. Den sträcker sig 1,1 kilometer i nord-sydlig riktning, och 0,7 kilometer i öst-västlig riktning.
Genomsnittlig årsnederbörd är 1 465 millimeter. Den regnigaste månaden är juni, med i genomsnitt 315 mm nederbörd, och den torraste är december, med 20 mm nederbörd.